# 40 ljuva år!
40 ljuva år! släpptes den 27 december 2006 och är ett samlingsalbum av det svenska dansbandet Lasse Stefanz, som 2007 firade 40-årsjubileum. På albumlistorna toppade albumet i Sverige, och var som bäst tvåa i Norge.

## Låtlista
1. Ett äventyr
2. Hej, fröken Sommar
3. Farväl, farväl
4. De sista ljuva åren
5. Den lilla klockan
6. Över bergen skall det klinga
7. Orgeln på vinden
8. Huset i dalen
9. Ye-si-ca
10. Marie, Marie
11. Lassie
12. Quando
13. Skattlösa bergen
14. Det smärtar mitt hjärta
15. Årets skiftningar
16. Tre unga män (I Wrote a Song)
17. Sommarnatt (Blaue Nacht)
18. Köp rosor
19. Vildandens klagan
20. Morgongåva
21. Skomakar Anton
22. Visa i Citruslunden
23. Du försvann som en vind,
24. Peppelinos bar
25. Världens lyckligaste par
26. Främling
27. Nere på Söder
28. Oh Julie
29. Dej ska jag älska
30. Katmandu
31. En gitarr
32. Gammal kärlek rostar aldrig
33. Kära Ruth
34. Klockorna i gamla stan
35. I kväll
36. Den sången han sjöng
37. Spelmansminnen
38. Dandy man
39. Rented tuxedo
40. What am I Living for
41. Traveling Light
42. Vid en liten fiskehamn
43. Darlin'
44. Ett litet munspel
45. Have You Ever Been Lonely

## Listplaceringar
| Lista (2007) | Position |
| ------------ | -------- |
| Norge        | 2        |
| Sverige      | 1        |

### Fotnoter
1. ↑  Placering på den norska albumlistan
2. ↑  Placering på den svenska albumlistan